# Ирати (футбольный клуб)
«Ирати» — бразильский футбольный клуб из одноимённого города. В 2010 году клуб выступал в Серии D Бразилии.

## История
Клуб основан 21 апреля 1914 года, домашние матчи проводит на стадионе «Коронел Эмилио Гомес», вмещающем 8 000 зрителей. Главным достижением Ирати стала победа в чемпионате штата Парана в 2002 году. Заняв 3-е место в чемпионате штата в 2010 году, клуб получил право выступить в Серии D Бразилии в 2010 году и в Кубке Бразилии в 2011 году.

## Достижения
- Лига Паранаэнсе:
  - Чемпион (1): 2002.